# Tania Gener
Tania Gener Cordero (Badalona, 20 de agosto de 1988) es una ex gimnasta artística y cheerleader española. Fue subcampeona de Europa en barras asimétricas en Debrecen (2005) y 5.ª en la competición por equipos en los Juegos Olímpicos de Atenas 2004, obteniendo así el diploma olímpico. Posee además 5 medallas en pruebas de la Copa del Mundo, 4 medallas en los Juegos Mediterráneos de 2005 y 2 títulos de campeona de España en la general (2005 y 2006).
Se inició en la gimnasia artística en 1993 en el AGA Vilassar de Mar. Entró en la selección nacional en el año 2000, entrenando primero en el CAR de San Cugat como júnior, y en 2003 pasando al Centro de Alto Rendimiento de Madrid para ser miembro del equipo nacional sénior, siendo allí entrenada por Jesús ''Fillo'' Carballo, Lucía Guisado, Almudena San José y Eva Rueda. En la actualidad es componente del equipo barcelonés de cheerleading denominado Golden All Stars, con el que se proclamó subcampeona de Europa en la categoría Senior Allgirl Elite (2016).

## Biografía deportiva

### Etapa como gimnasta artística

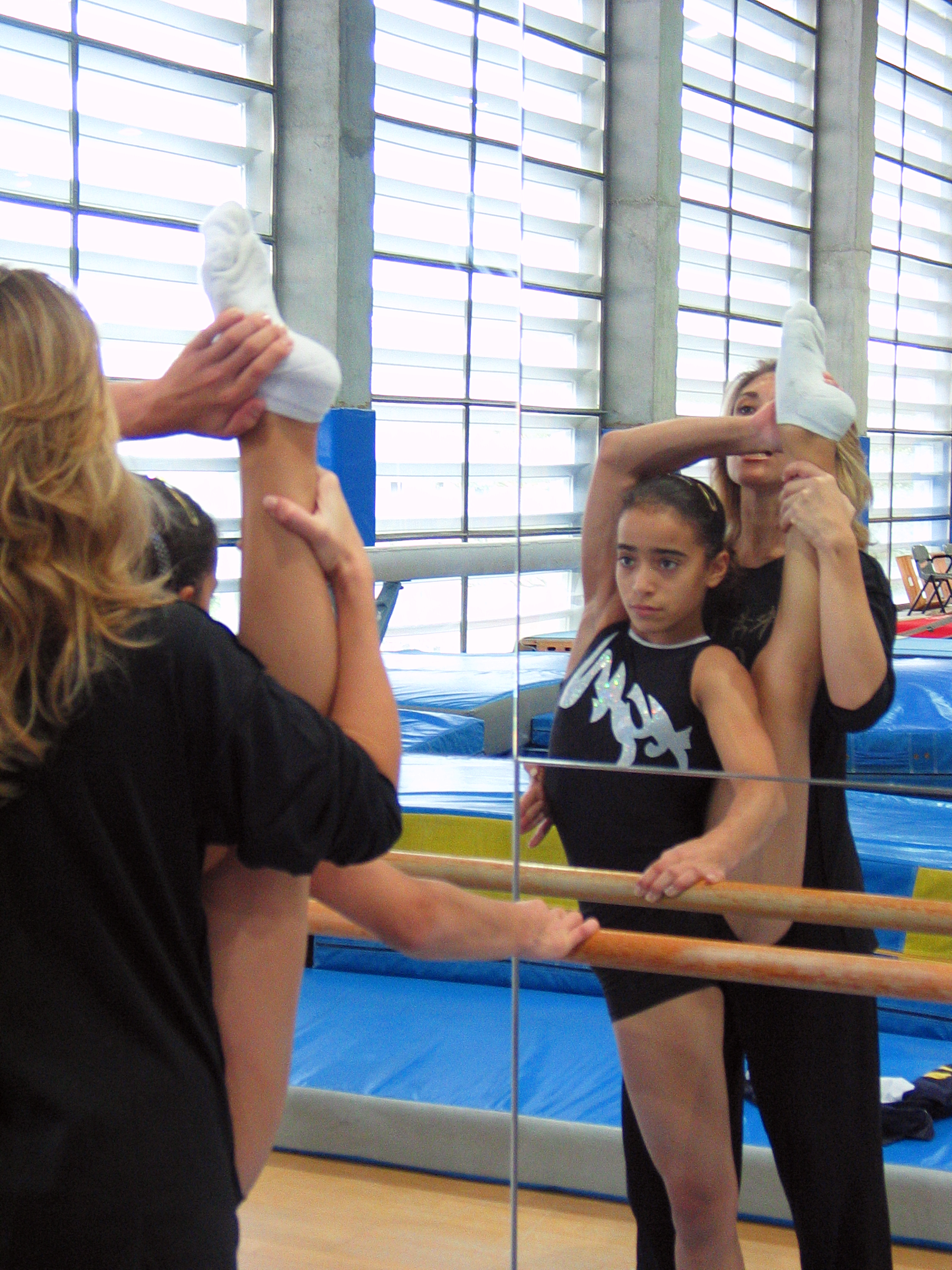
Tania con la coreógrafa Fuensanta Ros durante un estiramiento en el CAR de Madrid (2003).

#### Inicios
Gener se inició en la gimnasia artística con 5 años de edad en 1993, en la Asociación Gimnástica Artística Vilassar de Mar de Vilasar de Mar (Barcelona). Sus primeras entrenadoras fueron Kiku Rusanas y Eva Quirant. Entre sus referentes gimnásticos estaban la rumana Oana Ban y la española Susana García Escrich. En 1998 participó en la categoría alevín del Campeonato de España Individual en Palma de Mallorca, obteniendo el 7.º puesto en la general, el 8.º en salto, el 5.º en barras asimétricas y el 4.º en suelo. En la misma categoría, en el Campeonato de Cataluña fue plata en concurso general, además de bronce en salto, oro en asimétricas, 4.ª en barra de equilibrio y 4.ª en suelo. En el Campeonato de España de Clubes fue 5.ª con el AGA Vilassar. Para 1999 siguió compitiendo como alevín. Ese año fue 4.ª en el Campeonato de Cataluña de Clubes, mientras que en el Campeonato de España Individual en Pozuelo de Alarcón logró el 4.º puesto en la general, el bronce en salto, y la plata en asimétricas. En el Campeonato de Cataluña fue plata en el concurso general, oro en salto, oro en barra de equilibrio y plata en suelo, siempre en categoría alevín, mientras que en la Copa de España fue 21.ª.

#### Etapa en la selección nacional

##### 2000-2004: primeras internacionalidades y JJ. OO. de Atenas 2004
Hacia 2000 ingresó en la concentración de la selección nacional en el CAR de San Cugat del Vallés, entrenando a las órdenes de Javi Gómez y Marta Costa. Para ese año pasó a la categoría infantil, siendo bronce tanto en la general como en asimétricas en el Campeonato de Cataluña. En el Campeonato de España Individual en Murcia fue 4.ª en la general, bronce en asimétricas y bronce en barra de equilibrio, mientras que en el Campeonato de España de Autonomías logró el oro por equipos. Con la Federación de Cataluña participó en el Torneo Cuatro Motores de Europa, siendo oro por equipos. 
Ya en 2001, y de nuevo en categoría infantil, participó en el Campeonato de España Individual en Orense, donde fue 6.ª en la general, bronce en salto, 5.ª en barra de equilibrio y 5.ª en suelo. En el Campeonato de Cataluña de Clubes fue oro por equipos y plata en la general. En el encuentro Cataluña - Euskadi logró el oro por equipos, en la Copa de España fue 12.ª en la general y en el Torneo Cuatro Motores de Europa fue plata por equipos con la Federación de Cataluña y 13.ª en la general. En el Campeonato de Cataluña logró la plata en la general, el bronce en salto, la plata en asimétricas y el oro en barra de equilibrio.

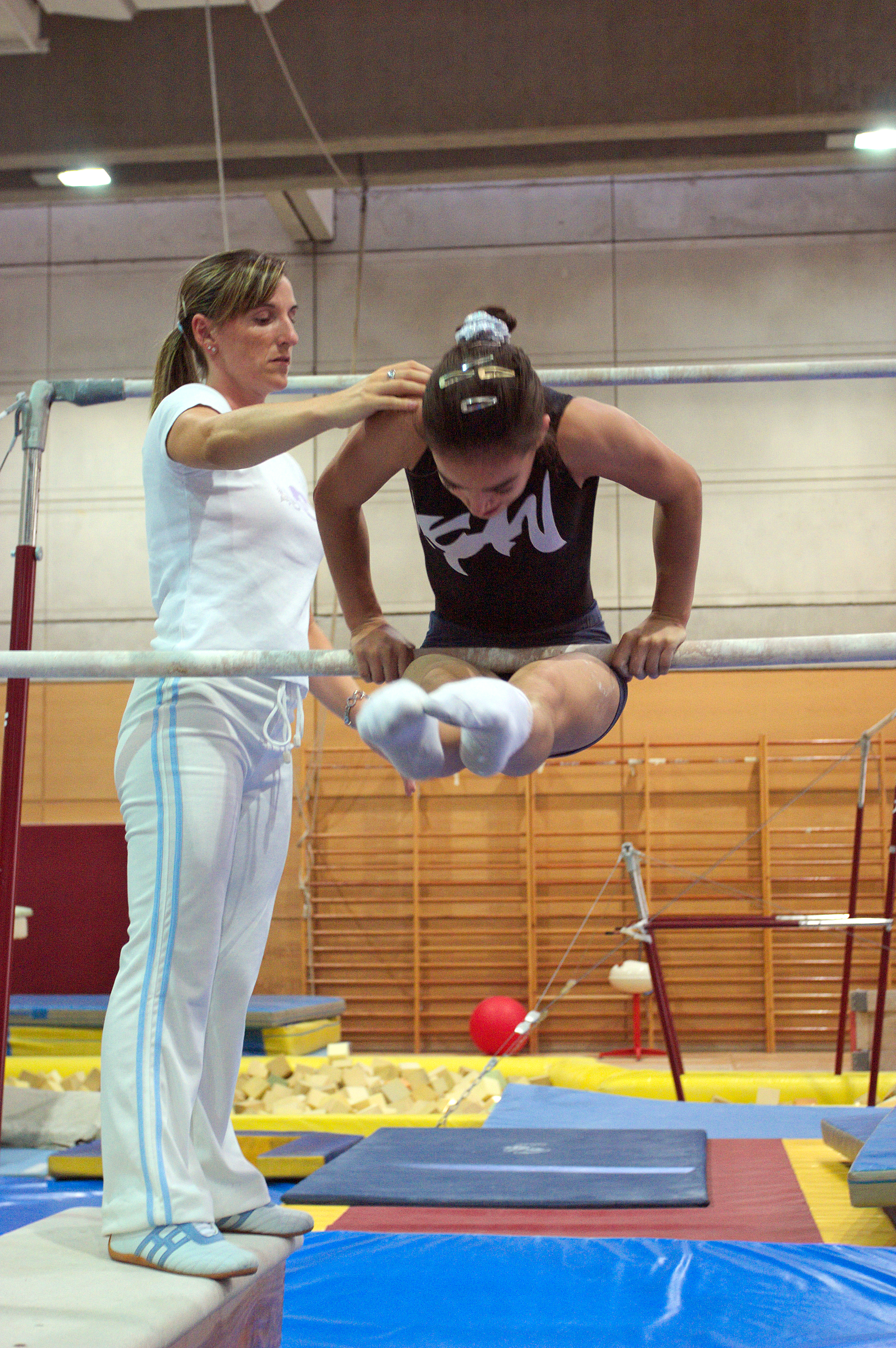
Gener junto a Eva Rueda durante un entrenamiento en el CAR (2004).

Para 2002 Gener pasó a la categoría júnior. En el Campeonato de España de Autonomías logró el oro por equipos, mientras que en el Campeonato de Cataluña de Clubes fue bronce por equipos en categoría Open y plata en salto. En el Campeonato de España de Clubes en El Ejido logró la plata por equipos en categoría Open. Ese mismo año disputó sus primeras competiciones internacionales como miembro de la selección española júnior, como la Gymnasiade de Caen (Francia), donde logró el 5.º puesto por equipos, el 7.º puesto en concurso general, el 6.º en barras asimétricas y el bronce en suelo. En el Campeonato de Cataluña de ese año Gener logró 5 medallas de oro: en el concurso general, en salto, en asimétricas, en barra de equilibrio y en suelo, siempre en categoría júnior. En el Campeonato de España Individual en Pozuelo de Alarcón fue 12.ª en la general de la categoría júnior, mientras que logró el bronce en asimétricas, el 6.º puesto en barra de equilibrio y el 7.º en suelo. En el encuentro Gran Bretaña - España, en el que participó como miembro de la selección española júnior, fue oro por equipos, 5.ª en la general, bronce en asimétricas y 5.ª en suelo. En el Torneo Cuatro Motores de Europa, celebrado en Vich, fue oro por equipos con la Federación de Cataluña. Posteriormente disputó su primer Europeo, el Campeonato de Europa de Patras, donde logró 11.º puesto en la calificación por equipos con la selección española júnior.
A partir de mayo de 2003 pasó al Centro de Alto Rendimiento de Madrid para ser miembro del equipo nacional sénior, donde fue entrenada por Jesús ''Fillo'' Carballo, Lucía Guisado, Almudena San José y Eva Rueda, teniendo como coreógrafa a Fuensanta Ros. En el encuentro Gran Bretaña - España fue oro por equipos, mismo puesto que logró la selección en el encuentro España - Bélgica en Palma de Mallorca, donde Gener fue además 6.ª en la general. En el Campeonato de España de Autonomías fue oro por equipos, mientras que en la Copa de España en Málaga logró el 8.º puesto tanto en la general, como en salto y en suelo. En el España - Italia en Ponferrada fue oro por equipos, además de lograr el 5.º puesto en la general. En julio disputó el Campeonato de España Individual en Alicante, logrando el 4.º puesto en la general tras Elena Gómez (oro), Patricia Moreno (plata) y Lenika de Simone (bronce). Además, logró el 6.º puesto en salto, el oro en barras asimétricas y el bronce en suelo. En el Campeonato de España de Clubes fue plata por equipos. En el encuentro Alemania - España - Bulgaria - Francia celebrado en Dresde a finales de julio, fue plata por equipos y obtuvo el 15.º puesto en la general individual. En su primer Campeonato del Mundo, el Campeonato Mundial de Anaheim, logró el 5.º puesto por equipos (lo que clasificó al combinado español para los JJ. OO. de Atenas 2004).

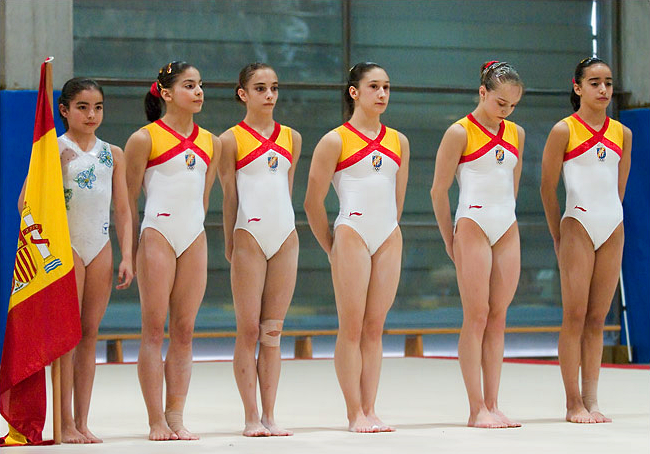
Tania (1.ª a la derecha) con el equipo español de gimnasia artística en un encuentro España - Holanda (2004).

Para 2004, en el Test Preolímpico de Atenas logró el bronce por equipos y el 7.º puesto en barras asimétricas. En el encuentro España - Holanda en Madrid fue oro por equipos, misma posición que logró poco después en el encuentro Italia - España. En abril participó en el Campeonato Europeo de Ámsterdam, logrando el 4.º puesto por equipos y el 5.º puesto en barras asimétricas. En la Copa Iberoamericana fue oro por equipos y oro en la general, mientras que en el encuentro España - Gran Bretaña logró el oro por equipos y el bronce en la general. En el Memorial Joaquín Blume en Villanueva y Geltrú obtuvo el 5.º puesto. Posteriormente, en el encuentro España - Rumanía en Pozuelo de Alarcón fue plata por equipos y 11.ª en la general, y en el Francia - España en París, plata por equipos y 4.ª en la general. En el Campeonato de España Individual en Vilasar de Mar (Barcelona), logró la medalla de plata en la general, siendo solo superada por Elena Gómez (oro) y por delante de Patricia Moreno (bronce). Además, en esa misma competición logró dos oros (en salto y en asimétricas), y el bronce en suelo. A mediados de agosto participó en los Juegos Olímpicos de Atenas 2004, donde obtuvo un diploma olímpico, al terminar el equipo español en 5.ª posición en la prueba de concurso por equipos. El equipo español estaba integrado en estos Juegos por Tania, Laura Campos, Elena Gómez, Mónica Mesalles, Patricia Moreno y Sara Moro. En España la competición fue narrada en directo por Paloma del Río para Teledeporte. Gener se tatuó los aros olímpicos con el nombre de los Juegos en el antebrazo derecho y ha calificado posteriormente a estos como «el mejor recuerdo de mi vida y sin duda la mejor experiencia vivida en toda mi carrera deportiva».

##### 2005-2007: medallas internacionales y periodo de lesiones
Gener inició el ciclo olímpico logrando cuatro medallas en tres pruebas del calendario de la Copa del Mundo de 2005: el bronce en asimétricas en la American Cup en Nueva York (donde fue también 4.ª en salto), el bronce en asimétricas en Cottbus (donde también fue 6.ª en salto), y la plata en asimétricas y el bronce en salto en São Paulo. En abril se lesionó en su pie derecho, padeciendo un esguince en el tobillo que la obligó a cancelar las siguientes competiciones. En junio, durante el Campeonato Europeo de Debrecen, logró su mayor éxito deportivo al proclamarse subcampeona de Europa en barras asimétricas con una nota de 9,562, solo superada por la francesa Émilie Le Pennec (campeona olímpica de este aparato) y por delante de la ucraniana Daria Zgoba. En el Campeonato de España Individual, celebrado en Sevilla ese año, Gener se proclamó por primera vez campeona de España absoluta por delante de Lenika de Simone (plata) y Thais Escolar (bronce), obteniendo además la plata en salto, el oro en asimétricas, la plata en barra de equilibrio y el oro en suelo. Poco después, en los Juegos Mediterráneos de Almería 2005 se hizo con cuatro preseas: el bronce por equipos, la plata en el concurso general, la plata en salto y el oro en barras asimétricas.
Para 2006 Gener tuvo un breve papel como ella misma en la película estadounidense Stick It, donde aparece junto a su compañera de la selección Lenika de Simone y su entrenador Jesús ''Fillo'' Carballo en el ficticio Neutrogena National Gymnastics Championship. El rodaje había tenido lugar a finales de julio de 2005. Tania comenzó la temporada 2006 siendo 4.ª en asimétricas en la prueba de la Copa de Mundo de Lyon, y 5.ª en asimétricas y 7.ª en suelo en la de Cottbus. En el encuentro Italia - España en Città di Castello logró la plata por equipos y el 8.º puesto en la general. A finales de abril participó en el Campeonato Europeo de Volos, logrando el 4.º puesto por equipos. En la prueba de la Copa del Mundo de Gante, Gener logró alzarse con la medalla de bronce en asimétricas. En el Campeonato de España Individual en San Javier, volvió a proclamarse campeona de España en la general, esta vez por delante de Patricia Moreno (plata) y Laura Campos (bronce). En esta competición fue además oro en salto y asimétricas y bronce en suelo. En octubre de 2006 disputó el Campeonato del Mundo de Aarhus, obteniendo el 8.º puesto por equipos. En 2007, debido a varias lesiones que llevaba arrastrando, principalmente en los tobillos, dejó la concentración del CAR de Madrid para pasar a entrenar al CAR de San Cugat. Para septiembre, en el Mundial de Stuttgart, se fracturó un tobillo, siendo la tercera lesión que sufría en los tobillos y que supuso la decisión de retirarse de la gimnasia.

### Etapa como animadora
Tras retirarse de la gimnasia artística en 2007, hacia octubre de 2008 fue elegida para formar parte de una producción del Cirque du Soleil en Las Vegas, aunque finalmente no llegó a participar. Posteriormente terminó sus estudios de Auxiliar de Enfermería, siendo ayudante de odontólogo de 2009 a 2010, y auxiliar de enfermería en 2011. Comenzó además a trabajar como modelo de fotografía y pasó a practicar cheerleading (animación, en español). Gener fue animadora de los equipos de baloncesto Fútbol Club Barcelona (2010 - 2011) y Cajasol-Banca Cívica de Sevilla desde 2010. En octubre de 2011 concursó en el programa Tú si que vales de Telecinco con su grupo de cheerleading, denominado Golden Jags http://www.telecinco.es/tusiquevales/vales-consigue-nuevos-talentos-final_0_1300425817.html |título= 'Tú sí que vales' consigue tres nuevos talentos para la final |editor= telecinco.es |idioma= |fecha= 14 de octubre de 2011 |fechaacceso= 20 de agosto de 2017}}</ref> Paralelamente ha sido entrenadora de gimnasia artística, habiendo entrenado en Sevilla de 2011 a 2012, o al Club Hespérides de Las Palmas de Gran Canaria desde octubre de 2015. También ha sido paragüera para MotoGP y desde 2013 bailarina de artistas musicales como Jimmy Trias o Kevin Mile, habiendo participado en varios videoclips.
Actualmente es componente del equipo de cheerleading Golden All Stars de Barcelona, creado en 2014. El 27 y 28 de junio de 2015 compitió en el ECU European Cheerleading Championships 2015, celebrado en Liubliana (Eslovenia), donde fue 4.ª en la categoría Senior All Girl Elite con el primer equipo del Golden All Stars, denominado Golden Lady Jags. El 27 de septiembre de ese año fue campeona de España con Golden Lady Jags en categoría juvenil femenina N5 en el 3.er Campeonato de España Cheer and Dance. El 2 de julio de 2016, en el ECU European Cheerleading Championships 2016 disputado en Schwechat (Austria), se proclamó subcampeona de Europa en la categoría Senior Allgirl Elite con las Golden Lady Jags. El 24 de junio de 2017 participó en el ECU European Cheerleading Championships 2017 de Praga nuevamente en la categoría Senior Allgirl Elite como integrante de las Golden Lady Jags, quedando en 6.ª posición. Desde noviembre de 2016 pertenece además al equipo de cheerleading llamado Personal Plus, encargado de animar al equipo de baloncesto Herbalife Gran Canaria.

## Equipamientos
| Período      | Proveedor  |
| ------------ | ---------- |
| 2001 - 2007  | Li-Ning    |
| 2004 (JJ.OO) | John Smith |

## Música de suelo
- 2003: «Would You...? (Trailermen Go To Rio Mix)» de Touch and Go
- 2004 - 2005: «Moliendo café» de Hugo Blanco
- 2006 - 2007: «Tool Omry» de Nawal Al Zoghbi

## Palmarés como gimnasta artística

### A nivel de club
| 1998 - Campeonato de España Individual en Palma de Mallorca 7.º puesto en concurso general (categoría alevín) 8.º puesto en salto 5.º puesto en barras asimétricas 4.º puesto en suelo - Campeonato de Cataluña Plata en concurso general (categoría alevín) Bronce en salto Oro en barras asimétricas 4.º puesto en barra de equilibrio 4.º puesto en suelo - Campeonato de España de Clubes 5.º puesto por equipos 1999 - Campeonato de Cataluña de Clubes 4.º puesto por equipos - Campeonato de España Individual en Pozuelo de Alarcón 4.º puesto en concurso general (categoría alevín) Bronce en salto Plata en barras asimétricas - Campeonato de Cataluña Plata en concurso general (categoría alevín) Oro en salto Oro en barra de equilibrio Plata en suelo - Copa de España 21..eɽ puesto en concurso general 2000 - Campeonato de Cataluña Bronce en concurso general (categoría infantil) Bronce en barras asimétricas - Campeonato de España Individual en Murcia 4.º puesto en concurso general (categoría infantil) Bronce en barras asimétricas Bronce en barra de equilibrio - Campeonato de España de Autonomías Oro por equipos - Torneo Cuatro Motores de Europa (con la Federación de Cataluña) Oro por equipos 2001 - Campeonato de España Individual en Orense 6.º puesto en concurso general (categoría infantil) Bronce en salto 5.º puesto en barra de equilibrio 5.º puesto en suelo - Campeonato de Cataluña de Clubes Oro por equipos Plata en concurso general - Encuentro Cataluña - Euskadi Oro por equipos - Copa de España 12.º puesto en concurso general - Torneo Cuatro Motores de Europa (con la Federación de Cataluña) Plata por equipos 13.er puesto en concurso general - Campeonato de Cataluña Plata en concurso general (categoría infantil) Bronce en salto Plata en barras asimétricas Oro en barra de equilibrio | 2002 - Campeonato de España de Autonomías Oro por equipos - Campeonato de Cataluña de Clubes Bronce por equipos (categoría Open) Plata en salto - Campeonato de España de Clubes en El Ejido Plata por equipos (categoría Open) - Campeonato de Cataluña Oro en concurso general (categoría júnior) Oro en salto Oro en barras asimétricas Oro en barra de equilibrio Oro en suelo - Campeonato de España Individual en Pozuelo de Alarcón 12.º puesto en concurso general (categoría júnior) Bronce en barras asimétricas 6.º puesto en barra de equilibrio 7.º puesto en suelo - Torneo Cuatro Motores de Europa de Vich (con la Federación de Cataluña) Oro por equipos 2003 - Campeonato de España de Autonomías Oro por equipos - Copa de España en Málaga 8.º puesto en concurso general 8.º puesto en salto 8.º puesto en suelo - Campeonato de España Individual en Alicante 4.º puesto en concurso general 6.º puesto en salto Oro en barras asimétricas Bronce en suelo - Campeonato de España de Clubes Plata por equipos 2004 - Campeonato de España Individual en Vilasar de Mar Plata en concurso general Oro en salto Oro en barras asimétricas Bronce en suelo 2005 - Campeonato de España Individual en Sevilla Oro en concurso general Plata en salto Oro en barras asimétricas Plata en barra de equilibrio Oro en suelo 2006 - Campeonato de España Individual en San Javier Oro en concurso general Oro en salto Oro en barras asimétricas Bronce en suelo |

### Selección española
| 2002 - Gymnasiade de Caen 5.º puesto por equipos 7.º puesto en concurso general 6.º puesto en barras asimétricas Bronce en suelo - Encuentro Gran Bretaña - España Oro por equipos 5.º puesto en concurso general Bronce en barras asimétricas 5.º puesto en suelo - Campeonato de Europa de Patras 11.º puesto en calificación por equipos 2003 - Encuentro Gran Bretaña - España Oro por equipos - Encuentro España - Bélgica Oro por equipos 6.º puesto en concurso general - Encuentro España - Italia Oro por equipos 5.º puesto en concurso general - Encuentro Alemania - España - Bulgaria - Francia Plata por equipos 15.º puesto en concurso general - Campeonato del Mundo de Anaheim 5.º puesto por equipos 2004 - Test Preolímpico de Atenas 2004 Bronce por equipos 7.º puesto en barras asimétricas - Encuentro España - Holanda Oro por equipos - Encuentro Italia - España Oro por equipos - Campeonato de Europa de Ámsterdam 4.º puesto por equipos 5.º puesto en barras asimétricas - Copa Iberoamericana Oro por equipos Oro en concurso general - Encuentro España - Gran Bretaña Oro por equipos Bronce en concurso general | 2004 (continuación) - Memorial Joaquín Blume 5.º puesto en concurso general - Encuentro España - Rumanía Plata por equipos 11.º puesto en concurso general - Encuentro Francia - España Plata por equipos 4.º puesto en concurso general - Juegos Olímpicos de Atenas 2004 5.º puesto por equipos y diploma olímpico 2005 - American Cup (Prueba de la Copa del Mundo) Bronce en barras asimétricas 4.º puesto en salto - Prueba de la Copa del Mundo en Cottbus Bronce en barras asimétricas 6.º puesto en salto - Prueba de la Copa del Mundo en São Paulo Plata en barras asimétricas Bronce en salto - Campeonato de Europa de Debrecen Plata en barras asimétricas - Juegos Mediterráneos de Almería 2005 Bronce por equipos Plata en concurso general Plata en salto Oro en barras asimétricas 5.º puesto en suelo 2006 - Prueba de la Copa del Mundo en Lyon 4.º puesto en barras asimétricas - Prueba de la Copa del Mundo en Cottbus 5.º puesto en barras asimétricas 7.º puesto en suelo - Encuentro Italia - España Plata por equipos 8.º puesto en concurso general - Campeonato de Europa de Volos 4.º puesto por equipos - Prueba de la Copa del Mundo en Gante Bronce en barras asimétricas - Campeonato del Mundo de Aarhus 8.º puesto por equipos |

## Palmarés como animadora

### ConGolden Lady Jags
| 2015 - Campeonato Europeo de Cheerleading en Liubliana 4.º puesto en categoría Senior All Girl Elite - Campeonato de España Cheer and Dance / Arnold Classic Europe en Madrid Oro en categoría juvenil femenina N5 2016 - Campeonato Europeo de Cheerleading en Schwechat Plata en categoría Senior All Girl Elite | 2017 - Campeonato Europeo de Cheerleading en Praga 6.º puesto en categoría Senior All Girl Elite |

## Premios, reconocimientos y distinciones
- Galardonada en los V Premios de Honor de Esport Català 2005 (2006)

## Filmografía

### Películas
| Películas | Películas | Películas             | Películas    | Películas         |
| Año       | Título    | Personaje             | Notas        | Director          |
| --------- | --------- | --------------------- | ------------ | ----------------- |
| 2006      | Stick It  | Cameo como ella misma | Largometraje | Jessica Bendinger |

| 2011
| ¡Tú sí que vales!
| Telecinco
| Concursante como parte de su grupo de cheerleading, denominado Golden Jags
|-

### Vídeos musicales
| Vídeos musicales | Vídeos musicales | Vídeos musicales               | Vídeos musicales     | Vídeos musicales |
| Año              | Canción          | Artista                        | Director             |                  |
| ---------------- | ---------------- | ------------------------------ | -------------------- | ---------------- |
| 2013             | «Volverte a ver» | Danny Massaro feat. Kevin Mile | Blanco y Negro Music |                  |
| 2014             | «Acércate»       | Antonio Espino                 | Mariia Videos        |                  |

## Publicidad
- Imagen de la colección primavera-verano de la marca de calzado Callaghan (2012).[17]